# مارك كريستيانسن
مارك كريستيانسن (بالدنماركية: Mark Thomas Christiansen)‏ هو لاعب كرة الريشة دنماركي، ولد في 21 أكتوبر 1963 في آلبورغ في الدنمارك.

## وصلات خارجية
- مارك كريستيانسن على موقع BWF.tournamentsoftware.com (الإنجليزية)
- مارك كريستيانسن على موقع BWFbadminton.com (الإنجليزية)